# Natolin (powiat radomski)
Natolin – wieś w Polsce położona w województwie mazowieckim, w powiecie radomskim, w gminie Jedlnia-Letnisko. Ma status sołectwa.
W latach 1945–1975 miejscowość administracyjnie należała do województwa kieleckiego, następnie W latach 1975–1998 do województwa radomskiego.
Wierni Kościoła rzymskokatolickiego należą do parafii św. Jana Pawła II i śś. Cyryla i Metodego w Radomiu.